# Agustí Torelló i Mata
Agustí Torelló i Mata (Sant Sadurní d'Anoia, 1935) és un enòleg català, fundador de la cava de Sant Sadurní d'Anoia que du el seu nom.
Prové d'una família de músics i sastres que amb el segle xx s'implicà en el món del vi i el cava en el mateix Sant Sadurní. Començà a treballar en el món dels caves en la del seu oncle, Josep Mata (Caves Recaredo) i posteriorment es titulà en enginyeria agronòmica. En l'any 1953 inaugurà el primer laboratori enològic de Sant Sadurní d'Anoia, i en el 1978 presidí l'Associació d'Enòlegs de Catalunya. A l'any següent fundà la Confraria del Cava, de què en fou el primer president. Treballà en càrrecs directius en diverses caves, com Masia Bach, Nadal, Marquès de Monistrol, Martini, Castellblanch, René Barbier i Segura Viudas.
En l'any 1979 començà a comercialitzar l'elitista cava Kripta, un gran reserva brut natural, i el 1993 fundà la mateixa cava, cosa que li portà problemes legals per qüestions de propietat de la marca Torelló, registrada a nom de les caves Torelló Llopart, una altra branca de la família Torelló. Com a part de la seva llarga i decidida actuació per defensar el cava i l'ús de les varietats estrictes de macabeu, xarel·lo i parellada en la seva elaboració, en l'any 1994 Agustí Torelló i Mata publicà el llibre El cava y yo

## Publicacions
- El cava y yo (Tarragona: El Mèdol, 1994 ISBN 84-88882-03-3).